# Asesinatos en serie de Claremont

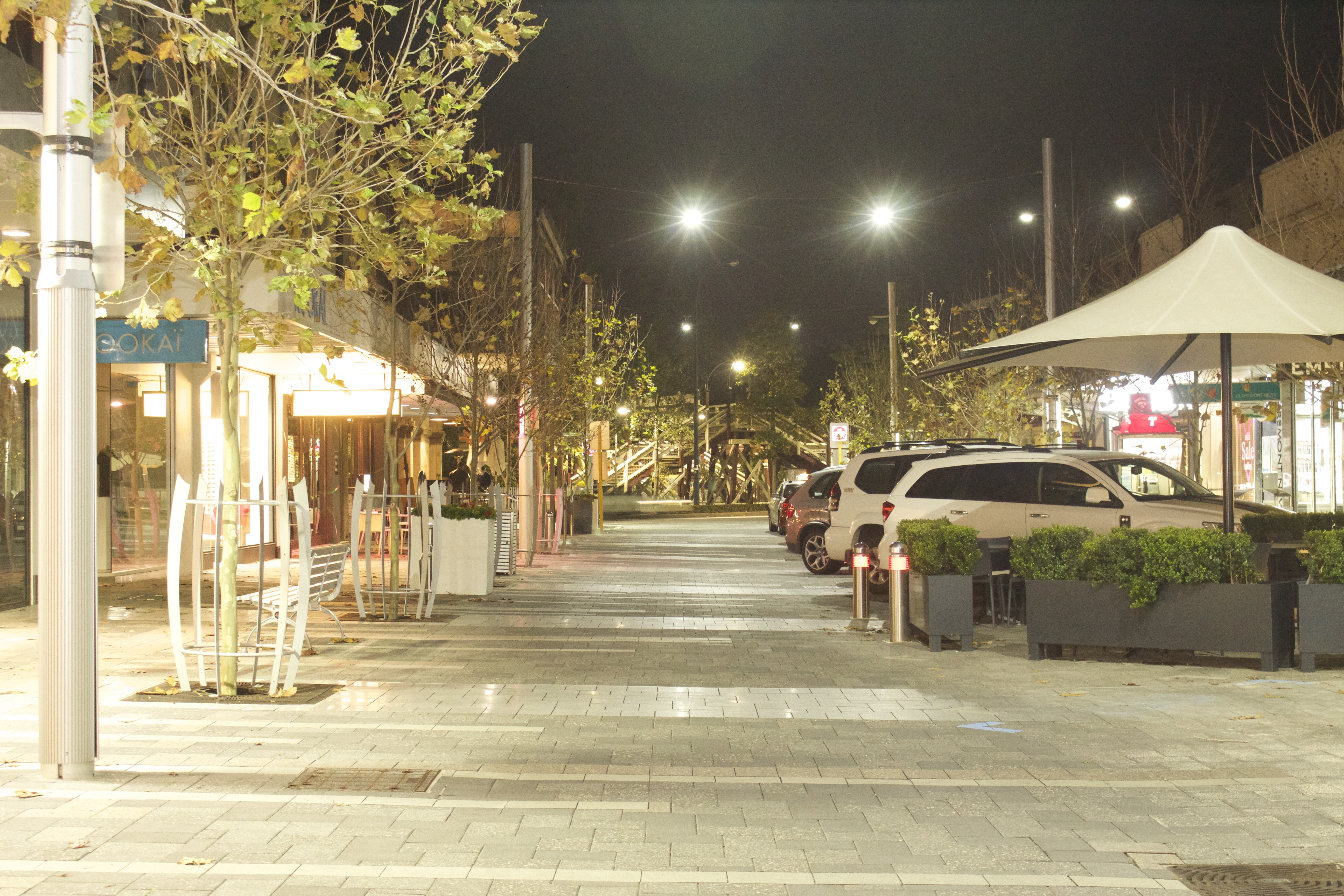
Zona de terrazas en Claremont.

Los asesinatos en serie de Claremont hacen referencia a un caso policial que tuvo lugar en la zona de Claremont, un suburbio en la región de Perth (Australia). Se comenzó a investigar tras la desaparición de la joven Sarah Spires, de 18 años, el 27 de enero de 1996; y continuó tiempo más tarde por los casos de Jane Rimmer, de 23 años, en junio de 1996, y de Ciara Glennon, de 27 años, en marzo de 1997. Las tres mujeres desaparecieron en circunstancias similares, tras ir a una zona de locales nocturnos de la ciudad, lo que llevó a la policía a sospechar que un asesino en serie no identificado pudo ser el asesino. El caso, descrito por las autoridades australianas, como el más grande y costoso del estado, sigue sin ser resuelto. En 2016, el principal sospechoso del caso, Bradley Robert Edwards, fue arrestado. Su juicio comenzó en noviembre de 2019. Un año después, el 23 de diciembre de 2020, fue sentenciado a cadena perpetua con posibilidad de libertad condicional después de 40 años de condena.

## Trasfondo de las desapariciones

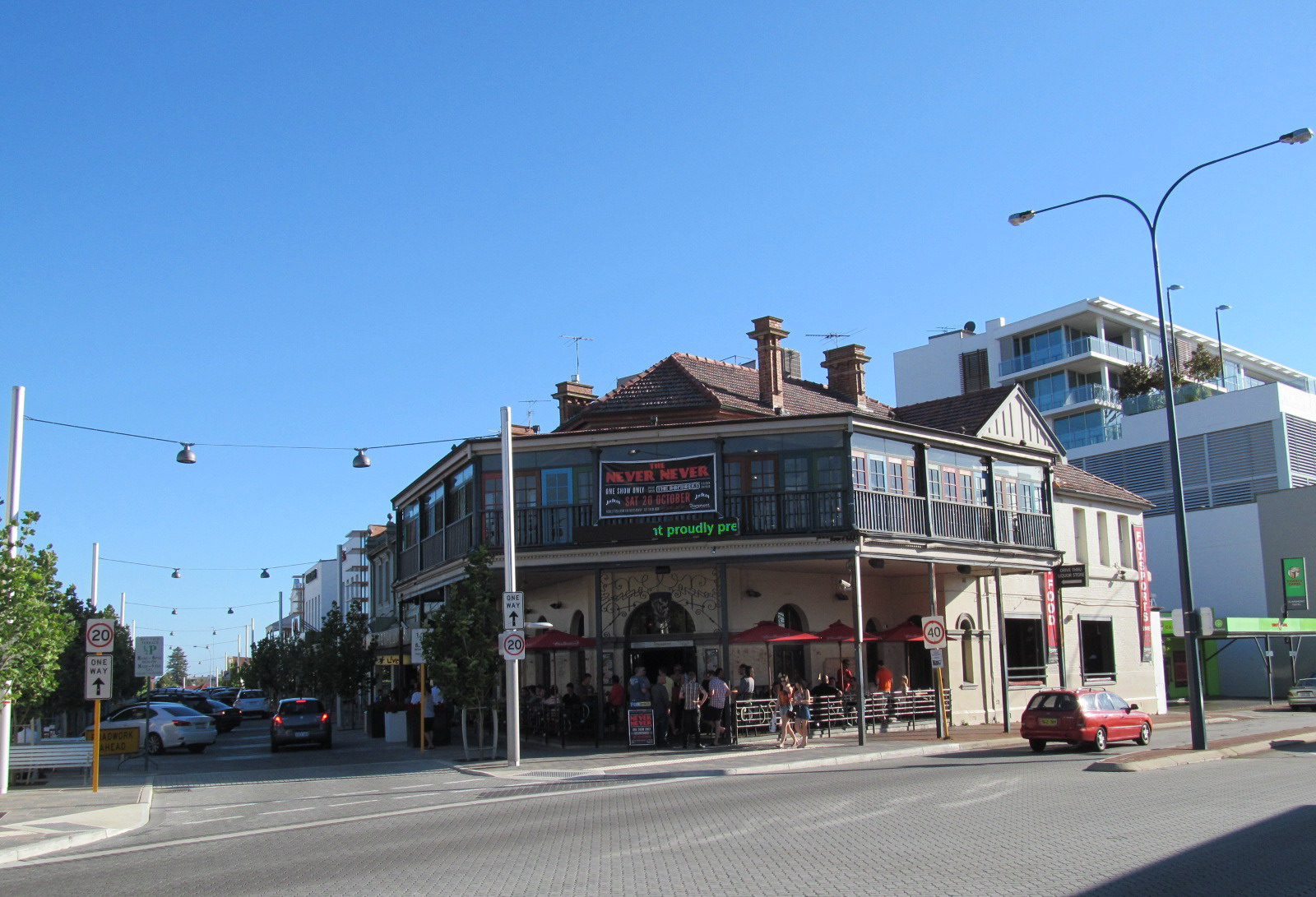
Hotel Continental de Claremont, escenario en el que fueron vistas las dos últimas víctimas.

El caso comenzó con la desaparición de Sarah Spires (18) el 27 de enero de 1996, después de que dejara el Club Bayview, ubicado en el centro de Claremont, alrededor de las 2 de la mañana. Apenas seis minutos después (2:06), Spires llamó a la compañía local de taxis, Swan Taxis, desde una cabina telefónica pública. Inusualmente, aunque en ese momento vivía en South Perth con su hermana mayor, había solicitado que la llevaran al suburbio cercano de Mosman Park. Luego fue avistada esperando sola cerca de la esquina de Stirling Road y Stirling Highway por tres testigos, quienes también mencionaron haber visto un vehículo no identificado detenerse donde ella estaba esperando. Sin embargo, ella no estaba en el sitio esperado cuando el taxi que respondía llegó tres minutos después de su encargo (2:09).
El 9 de junio de 1996, Jane Rimmer (23), una joven de Shenton Park, también desapareció en la misma zona de Claremont. Similar al caso de Spires, había salido por el centro con unos amigos. Estos llegaron a explicar a la policía cómo habían estado primero en el Hotel Ocean Beach y después se marchaban al Hotel Continental y finalmente al Club Bayview. Al observar la larga fila en el club, las amigas de Jane decidieron tomar un taxi a casa, pero Rimmer optó por quedarse, y fue vista por última vez en imágenes de cámaras de seguridad esperando fuera del Hotel Continental a las 0:04 horas de la noche. No volvió a tenerse noticia de ella. 55 días después, el sábado 3 de agosto de 1996, una familia que recogía flores silvestres encontró su cuerpo desnudo a 40 km al sur de Claremont, en un bosque cerca de Woolcoot Road.
Nueve meses después del caso de Jane, el 14 de marzo de 1997, Ciara Glennon, una abogada de 27 años de Mosman Park, también desapareció en el área de Claremont. Al igual que las anteriores chicas, se encontraba de fiesta por la zona del Hotel Continental cuando decidió regresar a casa. Tres hombres en una parada de autobús vieron a Glennon caminando hacia el sur por la carretera Stirling a las 23:15 horas, y la observaron interactuando con el conductor de un vehículo de color claro no identificado que se había detenido junto a ella. 19 días después, el 3 de abril, se encontró su cuerpo semidesnudo a 40 km al norte, cerca de una pista de Pipidinny Road en Eglinton.

## Investigación
A las 48 horas de la desaparición de Spires, la brigada de crímenes mayores de Perth se hizo cargo del caso. Tras el caso de Rimmer, la Policía del Estado creó una fuerza especial llamada Macro para investigar los dos casos similares. Con el tercer caso, por la desaparición de Glennon, la policía confirmó que estaban buscando un asesino en serie, y el gobierno ofreció una recompensa de 250 000 dólares australianos, la suma más grande jamás ofrecida en el estado en ese momento.
La sospecha inicial se centró en los vehículos no identificados vistos en dos de los lugares, y en un hombre no identificado visto en una cámara de vigilancia. La sospecha se centró en los taxistas de Perth, dado que las mujeres fueron vistas por última vez en circunstancias en las que podían usar estos vehículos. Esto incluyó a un taxista que afirmó haber transportado a Spires la noche anterior a su desaparición. Luego se realizó un ejercicio masivo de estudio de huellas digitales y pruebas de ADN en los miles de taxistas con licencia de Australia Occidental. Dada la evidencia de una serie de operadores sin licencia, se elevaron los estándares de examen de elegibilidad, y 78 conductores con antecedentes penales significativos fueron desautorizados y se les retiraron las licencias. También se aplicaron desde entonces estándares más estrictos para verificar que los taxis de servicio fueran despojados de insignias y equipos. En diciembre de 2015, los investigadores finalmente revelaron que las fibras tomadas de Rimmer fueron identificadas como provenientes de un Holden Commodore VS.
En su apogeo, el equipo de Macro tenía más de 100 miembros en 10 equipos trabajando. Para evitar fugas, se implementaron protocolos estrictos de confidencialidad y se suprimieron los detalles de la naturaleza de las muertes y lesiones. Una de las tácticas utilizadas fue la distribución controvertida de cuestionarios a 110 "personas de interés", incluidas varias preguntas de confrontación como "¿Eres el asesino?". Otro fue su dependencia de expertos internacionales y el uso de un detector de mentiras importado del extranjero. Además, uno de sus oficiales aceptó una oferta de David Birnie, un reconocido asesino en serie australiano, que se ofreció para ayudar en la investigación. También se criticaron por su enfoque demasiado estrecho en el principal sospechoso inicial a pesar de la falta de evidencias directas. Durante la investigación, Macro estuvo sujeto a 11 revisiones policiales, incluida una en agosto de 2004 dirigida por Paul Schramm, el oficial que dirigió la investigación de Snowtown. Finalmente terminó en septiembre de 2005 y la investigación del caso se trasladó al Escuadrón de Delitos Especiales.

## Identificación de sospechosos
Al igual que con otros casos similares, los expertos sugirieron que el sospechoso era probablemente un hombre blanco soltero, de entre 25 y 35 años, que tenía una residencia en el área, que parecía confiable, era organizado, social y probablemente bien educado. Las prostitutas locales también fueron interrogadas por buscar signos de comportamiento inusual en sus clientes.
En abril de 1998, un funcionario público de Cottesloe, Lance Williams, fue identificado por la policía como el principal sospechoso, después de que su comportamiento atrajera su atención, pues solía conducir cerca de la medianoche por la zona de Claremont epicentro de la investigación. Sometido a un alto nivel de vigilancia y presión policial durante varios años, continuó manteniendo su inocencia. Después de entrevistarlo seis veces, la policía declaró en 2008 que "ya no era una persona de interés". Falleció en 2018.
Se informó que la policía también investigó si Bradley Murdoch pudo haber estado involucrado, aunque estaba cumpliendo una pena de prisión desde noviembre de 1995 hasta febrero de 1997. En octubre de 2006, también se anunció que Mark Dixie era el principal sospechoso de los asesinatos, y que Macro había solicitado muestras de ADN. Sin embargo, el subcomisionado de la policía del Estado, Murray Lampard, fue citado más tarde diciendo que fue descartado como sospechoso.
El 22 de diciembre de 2016, Bradley Robert Edwards, entonces de 48 años, fue arrestado en su casa de Kewdale en relación con la muerte de Rimmer y Glennon. Según ABC News, se cree que no tuvo ningún vínculo previo con el caso. Al día siguiente, Edwards fue acusado de ambos asesinatos. También ha sido acusado en relación con otros dos presuntos ataques: el robo de una casa y la violación de una mujer de 18 años en Huntingdale el 15 de febrero de 1988, y el secuestro y la violación de un joven de 17 años en Claremont el 12 de febrero de 1995. El 22 de febrero de 2018, Edwards también fue acusado del asesinato deliberado de la tercera víctima, Spires.
En vista a comenzar el juicio, Edwards fue acusado de ocho delitos. El 21 de octubre de 2019, Edwards se declaró culpable de cinco de los cargos de los que se le acusaba, incluyéndose agresión sexual, privación de libertad y detención ilegal. Fue juzgado en noviembre de 2019, con la primera vista el 25 de noviembre. Durante el juicio, se le dijo al tribunal que dos de las víctimas tenían heridas defensivas.
Una de las principales pruebas en el juicio fue una camioneta de la empresa Telstra, para la que Edwards trabajaba como técnico. La acusación particular alegó que pudo utilizar el vehículo para ejecutar los crímenes. Esto fue corroborado por un testigo que recordó haber visto una camioneta Telstra estacionada en múltiples ocasiones en el cementerio de Karrakatta "sin razón aparente", tanto después de ese ataque como antes de la desaparición de Spires. Tras algo más de un año de juicio, postergado por la pandemia del coronavirus, el 23 de diciembre de 2020, Bradley Edwards fue sentenciado a cadena perpetua con posibilidad de libertad condicional después de 40 años de condena.